# Mrs Maquarie's chair
Mrs Maquarie's chair är ett monument i Australien. Det ligger i regionen City of Sydney och delstaten New South Wales, i den sydöstra delen av landet, nära delstatshuvudstaden Sydney. Mrs Maquarie's chair ligger 18 meter över havet.
Trakten är tätbefolkad. Närmaste större samhälle är Sydney, nära Mrs Maquarie's chair. 
Runt Mrs Maquarie's chair är det i huvudsak tätbebyggt. Genomsnittlig årsnederbörd är 1 380 millimeter. Den regnigaste månaden är februari, med i genomsnitt 200 mm nederbörd, och den torraste är juli, med 36 mm nederbörd.